# Alter Tributs-Jujubengarten
Im Alten Tributs-Jujubengarten des Dorfes Juguan (chinesisch 聚馆古贡枣园, Pinyin Jùguǎn gǔgòng zǎoyuán), Stadt Huanghua, Provinz Hebei, Volksrepublik China, wachsen auf über 1.000 mu „Winterjujuben“ (冬枣,  dōngzǎo, englisch Chinese winter jujube) (Chinesische Winterjujube (Ziziphus jujuba var. Dongzao)). Die 1067 Sträucher sind sehr alt. Es heißt, bereits die jüngsten Bäume seien über 100 Jahre alt, die ältesten über 600 Jahre alt. „Winterjujuben“ reifen viel später als andere Arten von Jujuben zwischen dem späten Herbst und frühen Winter. Die „Winterjujuben von Huanghua“ (黄骅冬枣,  Huánghuá dōngzǎo, englisch Huanghua winter jujube) dienten als Tribut für die Kaiser. Dieser ursprüngliche Hain ist der älteste und größte seiner Art in China. Der Alte Tributs-Jujubengarten im Dorf Juguan steht seit 2006 auf der Liste der Denkmäler der Volksrepublik China (6-1080).